# اچ‌ام‌اس لودهام (ام۲۷۰۸)
اچ‌ام‌اس لودهام (ام۲۷۰۸) (به انگلیسی: HMS Ludham (M2708)) یک کشتی بود که طول آن ۱۰۶ فوت ۶ اینچ (۳۲٫۴۶ متر) بود. این کشتی در سال ۱۹۵۴ ساخته شد.